# Schnee (Familienname)
Schnee ist ein deutscher Familienname.

## Herkunft und Bedeutung
Schnee ist entweder ein Über-, Herkunfts- oder Wohnstättenname. Als Übername geht er auf das mittelhochdeutsche snē (deutsch: Schnee) zurück und stand für einen Menschen mit weißem Haar. Als Herkunftsname erfolgte die Benennung nach den Siedlungsnamen Schnee sowie Groß Schneen oder Klein Schneen. Als Wohnstättenname geht er auf das mittelniederdeutsche snede (deutsch: Grenze oder Grenzzeichen) zurück; er bezeichnete also Personen die an der Grenze einer Siedlung oder eines Herrschaftsgebietes wohnten.

## Varianten
- Schneemann

## Namensträger
- Ada Schnee (1872–1969), deutsch-britische Autorin
- Adalbert Schnee (1913–1982), deutscher U-Boot-Kommandant
- Andreas Schnee, österreichischer Pianist, Komponist und Musikpädagoge
- Bendix Johan Schnee (unbekannt–vor 1824), dänischer Goldschmied
- Charles Schnee (1916–1963), US-amerikanischer Drehbuchautor und Filmproduzent
- Christoph Schnee (* 1972), deutscher Musiker, Schauspieler und Regisseur
- Elmar Schnee (* 1959), Schweizer Manager
- Gotthilf Heinrich Schnee (1761–1830), deutscher Pfarrer und Schriftsteller
- Hans Schnee (unbekannt–1517), Büchsengießer
- Heinrich Schnee (1871–1949), deutscher Jurist und Kolonialbeamter
- Heinrich Schnee (Historiker) (1895–1968), deutscher Historiker
- Hermann Schnee (1840–1926), deutscher Kriegsgerichts- und Kreisgerichtsrat, Landschaftsmaler und Grafiker
- Ludwig Schnee (1908–1975), deutsch-venezolanischer Botaniker
- Ruth Adler Schnee (1923–2023), US-amerikanische Textildesignerin und Innenarchitektin
- Walter Schnee (1885–1958), deutscher Mathematiker
- Wilhelm Schnee (1908–1978), deutscher Verwaltungsjurist und Landrat